# Слобозија (Филипени)
Слобозија (рум. Slobozia) насеље је у Румунији у округу Бакау у општини Филипени. Oпштина се налази на надморској висини од 234 m.

## Становништво
Према подацима из 2011. године у насељу је живело 104 становника.